# Павло-Чокрак
Па́вло-Чокрак (также Павло́ Чокрак, Павел-Чокрак) — пресный источник в Крыму, исток реки Кучук-Карасу, расположенный в восточной части Главной гряды Крымских гор, при старинной дороге на Южный Берег (сейчас — пешеходная тропа), ниже перевала Гоурча, на высоте 697 м над уровнем моря, в верховье ущелья Кок-Асан под горой Филипов Сенокос.

## Описание
Выходы воды, в количестве нескольких штук, образующие источник, расположены на правом борту балки Кок-Асан в 20—30 метрах от ещё сухого русла Кучук-Карасу. Считается, что многочисленные родники образовались в результате разрушения существовавшего ранее фонтана (традиционно обустроенного источника с каптажом) — по мнению профессора Н. А. Головкинского «прекрасный фонтан» и остатков старинного водопровода. Основная струя вытекает из-под небольшого скального уступа, другие выходы приурочивают к остаткам трубопроводов. Гидролог Николай Васильевич Рухлов в своём труде «Обзор речных долин горной части Крыма» 1915 года определил Павло-Чокрак, как исток реки Кучук-Карасу
Русло р. Кучук-Кара-Су, от верховьев до «Павло-чокрака»… На высоте 309,5 сажен над уровнем моря, расположен Павло-чокрак, дававший в сентябре 1200 вёдер, температура воды 10,2° Ц.; вода выходит из-под пласта известняка и собирается в каменный бассейн, из которого трубопроводом направляется на лесопильный завод Кока.

## История
Впервые в доступных исторических документах под своим именем родник встречается на карте из «Крымского сборника» Петра Кеппена 1836 года и отдельно к ней изданному «Указателе к карте Южного Крыма», как «Па́вло Чокрак, ист. или Павло́ Чокрак на половинной дороге из Арпа́та в Ени-сала́». В статье 1838 года «нем. Wege und Pfade des Taurischen Gebirges» (Пути и тропы Таврических гор), опубликованной в сборнике «Mémoires de l’Académie impériale des sciences de St.-Pétersbourg» (Записки Императорской Академии Наук Санкт-Петербурга), Кеппен также упоминает родник
Конная тропа от Арпа́та до села Енисала́ через Кокта́ш Бога́з. Она ведёт… к источнику Па́вло-Чокра́к, что примерно в часе езды от Арпа́та на полпути к деревне Енисала́.
 В дальнейшем «фонтан Павло-Чокрак» регулярно обозначался на дореврлюционных картах Военно-Топографического Депо Генерального штаба 1842 года, 1865 и 1889 года. Время разрушения фонтана пока не установлено: на карте 1941 года источник ещё подписан, как «фонтан».
Мимо родника проходят туристические маршруты № 182 и № 188, рядом с родником находится одноимённая турстоянка.